# Kırkmeşe
Kırkmeşe ist ein Dorf (Köy) im Landkreis Pülümür der türkischen Provinz Tunceli. Im Jahr 2011 lebten in Kırkmeşe 31 Menschen.